# Letord Let.5
El Letord Let.5 fue, probablemente, el más numeroso de una familia de bombarderos de reconocimiento triplaza, diseñado y construido en Francia desde 1916, originalmente para cubrir la especificación A.3 (avión de reconocimiento triplaza) del STAé (Service Technique d'Aéronautique).

## Diseño y desarrollo

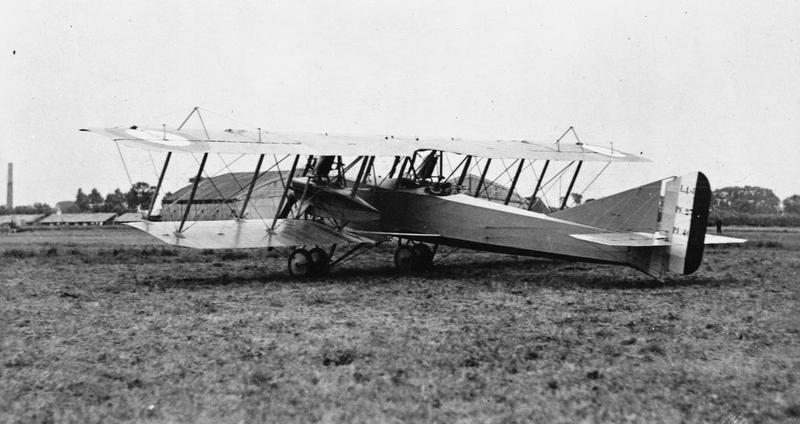
Un Letord Let.1.

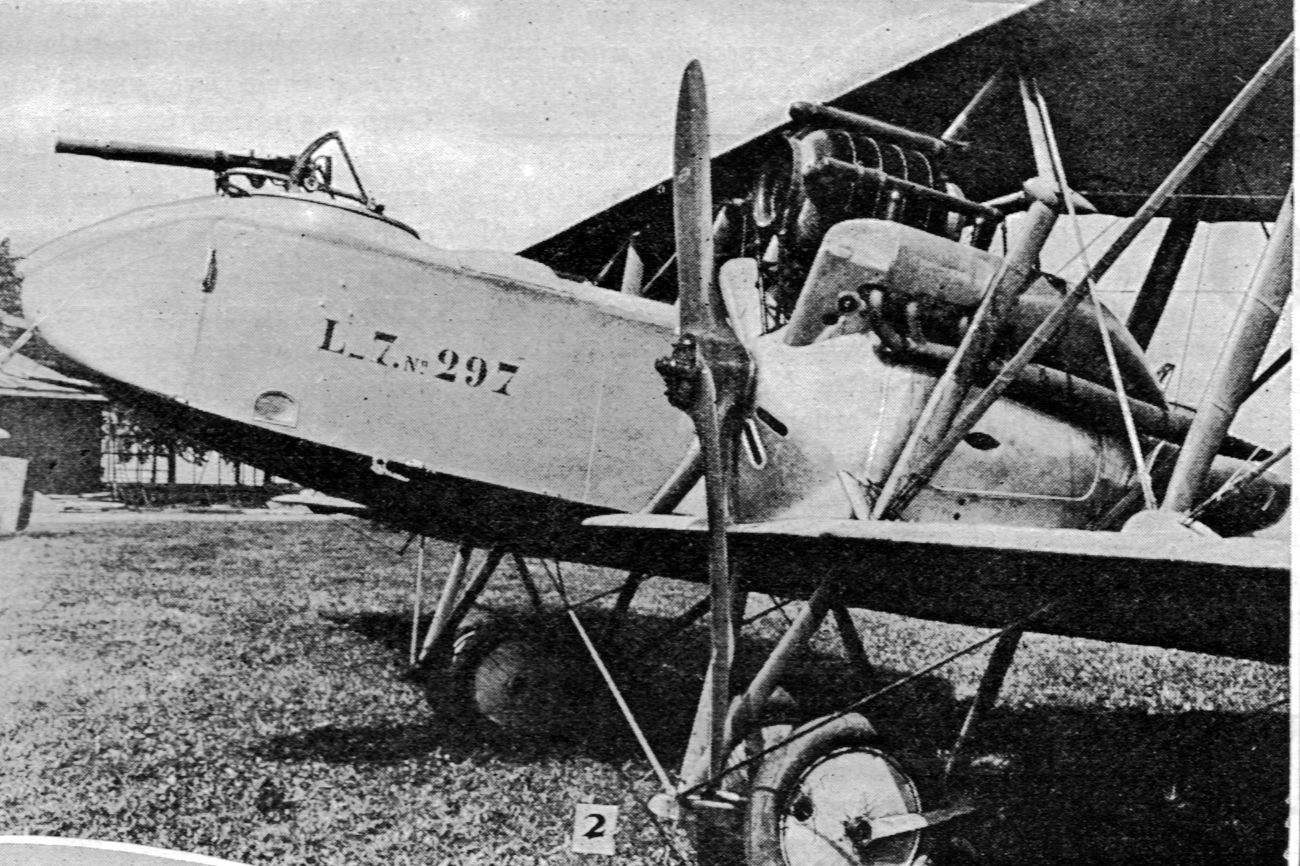
Letord Let.7

A principios de 1916, los aviones de reconocimiento contemporáneos de la Aéronautique Militaire, como los Caudron G.6, Morane-Saulnier T y Salmson-Moineau SM.1, estaban demostrando ser menos que brillantes en las operaciones y en pruebas. Para proporcionar un reemplazo adecuado, el STAé, su director, el coronel Dorand, y la Société d'Aviation Letord formularon la especificación A.3 y cooperaron en el diseño del único aspirante, el Letord Let.1.
La familia de bombarderos de reconocimiento Letord A.3, del Let.1 al Let.7, eran biplanos esencialmente similares con envergaduras variadamente iguales o diferentes, con un prominente y característico decalaje negativo en sus alas, propulsados por dos motores tractores en góndolas montadas sobre soportes cortos o directamente sobre las alas inferiores, y poseían un tren de aterrizaje fijo de patín de cola. Algunos aviones fueron equipados con una rueda de morro montada en un soporte para proteger el avión y a su tripulación de los accidentes por capotaje al aterrizar. El piloto se sentaba en una cabina abierta bajo el borde de fuga superior, con un artillero en una posición inmediatamente detrás y un tercer tripulante en un puesto abierto en el morro, donde podía actuar como artillero, observador y bombardero.
De forma variada, los aviones fueron terminados con alas de misma envergadura de cuatro vanos o de envergadura distinta con tres vanos, con las alas superiores de mayor envergadura arriostradas por medio de pendolones con forma de A y cables. Todos los bombarderos de reconocimiento Letord compartían similares fuselajes de estructura de madera recubierta de contrachapado, alas y cola convencional de estructura de madera.

## Historia operacional
Los bombarderos de reconocimiento Letord entraron ampliamente en servicio con la Aéronautique Militaire desde mitad de 1917, con 121 ejemplares operativos en el Frente Occidental en noviembre del mismo año. La mayor parte ya no estaba en uso de primera línea por la época del Armisticio de noviembre de 1918.

## Variantes
Let.1 A.3
Versión inicial de reconocimiento, propulsada por dos motores Hispano-Suiza 8A de 110 kW (150 hp) y con ala de tres vanos.
Let.2 A.3
Versión de reconocimiento similar al Let.1, pero propulsada por dos motores Hispano-Suiza 8Ba de 150 kW (200 hp) y también con ala de tres vanos.
Let.3 Bn.3
Bombardero nocturno, propulsado por dos motores Hispano-Suiza 8Ba de 150 kW (200 hp) y con ala de cuatro vanos.
Let.4 A.3
Avión de reconocimiento también usado como bombardero, propulsado por dos motores Lorraine-Dietrich 8A de 120 kW (160 hp) y con ala de tres vanos.
Let.5 A.3
Avión de reconocimiento, propulsado por dos motores Lorraine-Dietrich 8B de 180 kW (240 hp), con ala de tres vanos y sin rueda de morro.
Let.6 Ca.3
Caza basado en el Let.3, armado con un cañón de 37 mm, propulsado por dos motores Hispano-Suiza 8Be de 160 kW (220 hp) y con ala de cuatro vanos.
Let.7 Bn.3
Bombardero nocturno, propulsado por dos motores Lorraine-Dietrich 8B de 205 kW (275 hp), con ala de cuatro vanos de envergadura aumentada.

## Operadores
Francia
- Aéronautique Militaire

## Especificaciones (Let.5)
Referencia datos: French aircraft of the First World War

### Características generales
- Tripulación: Tres
- Longitud: 11,2 m (36,6 ft)
- Envergadura: 18,1 m (59,3 ft)
- Altura: 3,7 m (12 ft)
- Superficie alar: 62,3 m² (670,6 ft²)
- Peso vacío: 1660 kg (3658,6 lb)
- Peso cargado: 2445 kg (5388,8 lb)
- Planta motriz: 2× motor lineal V8 refrigerado por agua Lorraine-Dietrich 8Fb.
  - Potencia: 180 kW (248 HP; 245 CV) cada uno.
- Hélices: 1× bipala de madera de paso fijo por motor.

### Rendimiento
- Velocidad máxima operativa (Vno): 170 km/h (106 MPH; 92 kt) a 2000 m (6600 pies)

152 km/h (94 mph) a 3000 m (9800 pies)
- Alcance: 455 km (246 nmi; 283 mi) (3 horas)
- Techo de vuelo: 4900 m (16 076 ft)
- Tiempo a altitud: 10 min para 2000 m (6600 pies)

20 min para 4000 m (13 000 pies)

### Armamento
- Ametralladoras: 

  - Hasta 4x Lewis de 7,7 mm en montajes T.O.3 simples o dobles
- Bombas: 130-150 kg

## Aeronaves relacionadas

### Secuencias de designación
- Secuencia Let._ (interna de Letord): Let.1 - Let.2 - Let.3 - Let.4 - Let.5 - Let.6 - Let.7 - Let.9